# Sebastian Köber
Sebastian Köber, född 28 maj 1979 i Frankfurt, Tyskland, är en tysk boxare som tog OS-brons i tungviktsboxning 2000 i Sydney. 2006 blev Köber proffsboxare och vann sina 19 första matcher.